# 日本メタバース協会
一般社団法人日本メタバース協会（にほんメタバースきょうかい、英称 ”Japan Metaverse Association(JMA)”）は、2021年12月7日に発足した、日本の暗号資産関連の4社によって設立された、メタバース技術の普及・発展・環境整備を目的とするとされる団体である。設立企業がいずれもメタバースと関係がないと見なされたこと、同協会のメタバースへの認識が暗号資産に偏重したものであることから議論を呼んだ。

## 概要
日本メタバース協会は暗号資産交換業者であるFXcoin社、同じく暗号資産交換業者であるCoinBest社、暗号資産ウォレットを手掛けるGinco社、暗号資産投資ソリューションを提供するインテリジェンスユニット社の計4社によって設立された団体である。同協会のウェブサイトによると、「メタバース技術及び関連サービスの普及とともに、健全なるビジネス環境及び利用者保護体制の整備を進めることで、我が国の産業発展に貢献することを目的」としているとされ、同協会代表者の大西知生によると、「わが国における情報やアイデアの集積地となり、国内外の個人、企業、団体などがつながるきっかけ、つまり架け橋となることからスタートして、わが国が『メタバース先進国』となることを目指しています」という。
日本経済新聞によると、メタバースはデジタル市場での商機が広がる半面、法律やルールが未整であり、同協会は金融庁など官公庁を交え、市場づくりに着手することでメタバース先進国を目指すという。具体的には「日本の民法は物理的な物にしか所有権を認めていないが、デジタルな物の所有権をどうするのか？」などといった法的問題や、「メタバースにあるデジタルな土地がNFT化され、その払い込みに仮想通貨が使われる場合には仮想通貨交換業者以外でも取り扱って良いのか? 」などといった金融との接点についても整理するという。
同協会では「ネット上にあるメタバースビジネスに関する情報はほとんどが英語で日本語のものはほとんどない、という現実もあります」として英語圏と日本語圏でメタバースに関する情報格差があるとし、同協会代表の大西は「海外との情報格差を埋めていくことを進めたい。また逆に日本の情報を協会が起点となって海外にも発信していきたい。協会がメタバースの情報の集積地になることを目指し、国内外のプレイヤーをつなげていきたい」として英語圏へのキャッチアップを訴えた。
2021年12月現在、日本メタバース協会は暗号資産に関連する企業のみから構成されるが、今後はネット金融会社やゲーム会社などにも参加を呼びかけていくことを予定しており、金融業界や仮想通貨業界、エンターテイメント業界、コンテンツ業界、VR業界など、業界横断的に議論する場所として協会を位置づけていきたいという。
日本メタバース協会の公式サイトの免責事項の第一項には「当サイトに掲載されている事項及びコンテンツは、情報の提供を目的としたものであり、電子仮想通貨・暗号資産及びデジタルトークン・メタバース内におけるコンテンツへの投資の勧誘を目的としたものではありません。最終的な投資決定は、皆様ご自身の判断でなさるようにお願いいたします」とある。

## 役員
日本メタバース協会の役員は、上述の4社のそれぞれの代表者からなる。4名いずれも暗号資産関連の経歴を持つ。
大西知生（おおにし ともお）
1990年慶應大学経済学部卒。同年東京銀行入行。ドイツ東京銀行、ドレスナー銀行、ＪＰモルガン銀行、モルガン・スタンレー等を経て2017年に暗号資産取引所FxCoin社を設立する。大西は現在、一般社団法人日本暗号資産取引業協会の理事も務めている。Quickmoneywordというニュースサイトによると、2010年台前半に大西は外国為替市場ルール作りに奔走し「Mr.FXJapan」と呼ばれたという。
雒東生（らく とうせい/luo dongsheng）
2017年に暗号資産取引所CoinBest社、宏東キャピタル社、日中農業発展促進協会を設立し代表に就任。2018年には日中中小企業発展協会を立ち上げる。
森川夢佑斗(もりかわ むうと)
1993年大阪府出身。京都大学法学部中退。2017年12月に株式会社Gincoを創業。森川は中学時代よりせどりを行い、CtoCのビジネスにチャンスを感じたという。せどりの経験をきっかけとして在学中にメルカリやラクマの運営企業でインターンをする機会を得、その後ベトナムのブロックチェーン企業で働き、｢いまここに全力を注げば世界のトップを目指せる｣と感じ、京都大学を中退して起業したという。
新見明弘 (にいみ あきひろ)
1987年大阪大学工学部卒。日興証券、三菱菱東京UFJ銀行、三井住友信託銀行等を経てAIFAM社。ヘッジファンド投資、指数先物、ETF投資などを担当し、現在は日本拠点の代表を務める。暗号資産への投資ソリューションを国内外の投資家に提供するため、2018年にインテリジェントソリューション社を設立。

なお、上記設立メンバーは全員2023年12月の会員総会をもって退任しており、現在はSuper Massive Global 株式会社の代表取締役 CEOである内藤慎人氏を代表理事とする運営体制に引き継がれている。

## 設立への反応
同協会の設立について、暗号通貨関連のニュースを報道するBittimesでは、「同協会が発足することによって日本でもメタバース関連の環境整備が進み、市場発展・業界参入事例の増加などにつながると期待される」として好意的に報じた。一方、複数の大手メディアが報じるところによると、同協会がメタバースに暗号通貨を関連付けたことに対して、既存のメタバースユーザーからは不満、怒り、戸惑いといった不信感が噴出し、ユーザーからの反感が集っているという。

### メタバースと暗号資産の関係
日本メタバース協会は、「国内ではメタバースへの理解度が低い」とし、その原因の一つを、「メタバースを支えるブロックチェーンやNFTの技術を理解している人が少ない」として、メタバースの成立にブロックチェーンやNFTといった暗号資産技術の存在を当然の前提条件としている。これに対して、大手ゲーム関連メディアのAUTOMATONでは、「暗号資産業者が音頭とる構図に疑問の声」として、メタバースに暗号資産を関連付ける同協会の姿勢に対するメタバース利用者の懸念を伝えている。
メタバースとはコンピュータやコンピュータネットワークの中に構築された現実世界とは異なる3次元の仮想空間やそのサービスのことを指すが、暗号通貨とは非中央集権的なデジタル通貨を指し、暗号通貨は通貨としてメタバース内での決済に使われることがあるに過ぎない、メタバースとは直接的には関連のない別個の概念である。
メタバースの中にはThe Sandboxや　Decentralandのように、暗号通貨を主軸として組み込んだ投機性の高い世界も存在する一方、2021年現在ほとんどのメタバースは暗号通貨と関連が無く、一例として、一億人以上のアクティブユーザーを擁する世界最大のPCゲーム配信プラットフォームSteamでは、ブロックチェーンやNFTのソフトウェアへの組み込みが明示的に禁止されており、5万点を超えるSteam上のソフトウェアは全て暗号資産と関係がない。　同プラットフォーム上に展開するソーシャルVRプラットフォームであり、著名なメタバースであるVRChatでも配信元のSteamの規約に従い、暗号資産が禁止されている。VRChat上では、100万人の参加者を集めた世界最大のメタバース上のマーケットイベントであるバーチャルマーケットが開催されたが、規約に違反するとして、NFT関連の商品が撤去されたことも報じられている。
このような状況の中、暗号通貨技術がメタバースに必須であると定義する日本メタバース協会に対し、大手ITニュースサイトのITmediaでは、「今のメタバースにとって、ブロックチェーンやNFTは「周辺技術」であり、メタバースを支える技術とはとても言えない」と批判し、3Dアバターファイルフォーマット「VRM」の開発者のMIROは「暗号通貨、NFTがメタバースの概念と親和性が高いのは否定しないですが、勝手に必要条件に格上げしないでいただきたい。技術にはそれぞれコストとメリットのバランスがあり、先に実現したいことがあり、それに対し最適な技術を選択するべき。最初から採用する技術ありきで結論出そうとしないでほしい」として、暗号通貨ありきとする日本メタバース協会に苦言を呈した。

### 協会の構成に対する疑問と反発
日本メタバース協会はいずれも暗号資産に関連する4社から構成されるが、暗号資産がメタバースと無関係と見られていることから、「“当事者不在”の団体」として、その設立背景に疑問が持たれている。ITmediaでは同協会の構成について、「多くの人に『メタバースという言葉を、暗号資産やNFTビジネスの権威づけに使っているのでは』という疑念を抱かせた」とし、権威付けが目的でないなら、団体設立時のメンバーに暗号資産やNFTビジネス関係企業以外を入れるなど、団体の構成をもっと精査すべきだったと評価した。
Yahoo!ニュースでは、同協会の構成企業や代表コメントなどから「『門外漢による利権狙いの参入』と読み取れてしまう」という既存のメタバースユーザーの懸念を伝えた。VRChatを中心とするメタバースのユーザー層は企業主導ではなくユーザーベースでコンテンツを発展させてきた土壌があるために、自分たちの住む場所を荒らされるのでないかとして大きく反発しているという。

### 暗号資産によるメタバースへの風評被害の懸念
暗号資産自体に善悪は無いが、暗号資産は情報商材、投機商法など詐欺的商法の商材に使われることが多く、国民生活センターに報告されただけでも年間数千件のトラブルが確認されており、消費者庁、金融庁、警察庁、国民生活センターなどが暗号資産について消費者に注意を呼び掛けている。暗号資産が本来関係のないメタバースと結びつけられることで、メタバースに風評被害が及ぶことが懸念されている。
メタバースと暗号資産を関連付ける動きについて、IT金融企業のメタップスを創業した実業家の佐藤航陽は、「このまま放置してると偉いお爺さん達が詐欺師に騙されて『メタバース＝NFT』の事だと誤解し、仮想通貨に準じた法規制がなぜか真っ当にVRや3DCGやってる企業にも適用されて、道連れにされかねないな」として風評被害の懸念を表明した他、「相場や投機の勧誘ネタとして新技術が担ぎ出されると、そこから派生して起きる詐欺や炎上の責任まで真っ当にやってきた人達がなぜか負わされることになるので注意。怪しい人は次のネタを探してすぐいなくなるので、後には焼け野原だけが残ることに。今はメタバースがその対象」として注意を呼び掛けた。
ITmediaでは同協会の動きについて、「自分達の関わっている部分を大きく見せたい、新領域での発言権を大きなものに見せたいという意識が出てくるものだろう。そして、無理に大きく見せようとすることは信頼を失わせることにつながり、暗号資産やNFTのビジネスを拡大しようとする人々にもマイナスになる」として、無秩序・無根拠な拡大が暗号資産業界自身にも悪影響を及ぼしうることを警告した。

## 類似の名称の団体
2008年にSecond Lifeの流行に伴い、デジタルハリウッド大学、ngi group(現ユナイテッド)、サンワサプライ、インプレス R＆Dにより、メタバースの認知活動や研究開発、関連情報集積、行政活動などにおける関係者の共同・協調を目的として「メタバース協会」が設立されたことがある。日本メタバース協会と類似した名称だが、一切の関係はない。なお、同会は2014年に閉会した。